# 灰石蘚
灰石蘚（学名：Orthothecium rufescens）为棉蘚科灰石蘚屬下的一个种。